# Swiss Open 1975
Die Swiss Open 1975 im Badminton fanden am 8. und 9. März 1975 im Vallée de la Jeunesse in Lausanne statt. Es war die 14. Austragung der internationalen Titelkämpfe im Badminton in der Schweiz.

## Finalresultate
| Disziplin    | Sieger                       | Finalist                         | Ergebnis     |
| ------------ | ---------------------------- | -------------------------------- | ------------ |
| Herreneinzel | Bjarne Caspersen             | Claus Andersen                   | 15:13, 15:11 |
| Dameneinzel  | Liselotte Blumer             | Ann Parsons                      | 11:7, 11:4   |
| Herrendoppel | William Kerr Kenneth Parsons | Bjarne Caspersen Preben Boesen   | 15:7, 15:4   |
| Damendoppel  | Tonny Pannemans Ann Parsons  | Jette Boyer Birthe Ratsach       | 15:11, 15:6  |
| Mixed        | Kenneth Parsons Ann Parsons  | Claus Andersen Suzanne Pilegaard | 15:5, 15:1   |